# Arbore de cauciuc
Arborele-de-cauciuc (Hevea brasiliensis)  este un arbore tropical din familia Euphorbiaceae, din seva (latex) căruia se produce cauciucul natural.

## Răspândire
Aria de răspândire al arborelui a fost regiunea tropicală a bazinului Amazon, fiind numit  "ca-hu-chu" (lemnul plângător) din care după descrierea din secolul XV al portughezilor, băștinașii recoltau latexul pentru îmbrăcăminte impermeabilă. Folosirea latexului s-a răspândit mai ales după descoperirea în 1839 de către  Charles Goodyear a vulcanizării. Brazilia a deținut decenii întregi monopolul producerii latexului, ulterior prin anii 1900 au apărut plantaje de arbore de cauciuc și în Africa, Asia și Oceania. In prezent pe glob arborele de cauciuc este cultivat în așa numitul „Brâul Cauciucului” care se întinde în emisfera sudică și nordică de-a lungul paralelei de 30°.
Țările  producătoare de cauciuc natural sunt: Tailanda, Indonezia și Malaysia.

## Recoltarea
Un arbore este apt pentru recoltarea latexului de la vârsta de 5 - 6 ani până la vârsta de 25 de ani 30-40m. înălțime cu diametrul trunchiului de 35 cm, aceasta se realizează prin încrestarea în formă de spirală a scoarței spre o încrestătură centrală unde sunt fixate vasele de recoltare.
Din plantarea arborilor de cauciuc se obține cca. ~50 mil. m³ pe an, lemnul lui este de o esență mai tare ca a fagului,paltinului sau stejarului fiind adecvat pentru fabricare de mobilă. De asemenea, seva lui este toxica.
Originar din America tropicală și sudul Africii,arborele de cauciuc poate atinge o inăltime de 7–10 m.Este foarte potrivit pentru spații cu lumină multă.Vara se poate ține in aer liber dar trebuie ferit de razele puternice ale soarelui.Iarna se ține in spații răcoroase și se udă mai rar.Solul trebuie să fie aerisit, ușor nisipos iar primăvara la 2-4 ani se transplantează.

## Galerie

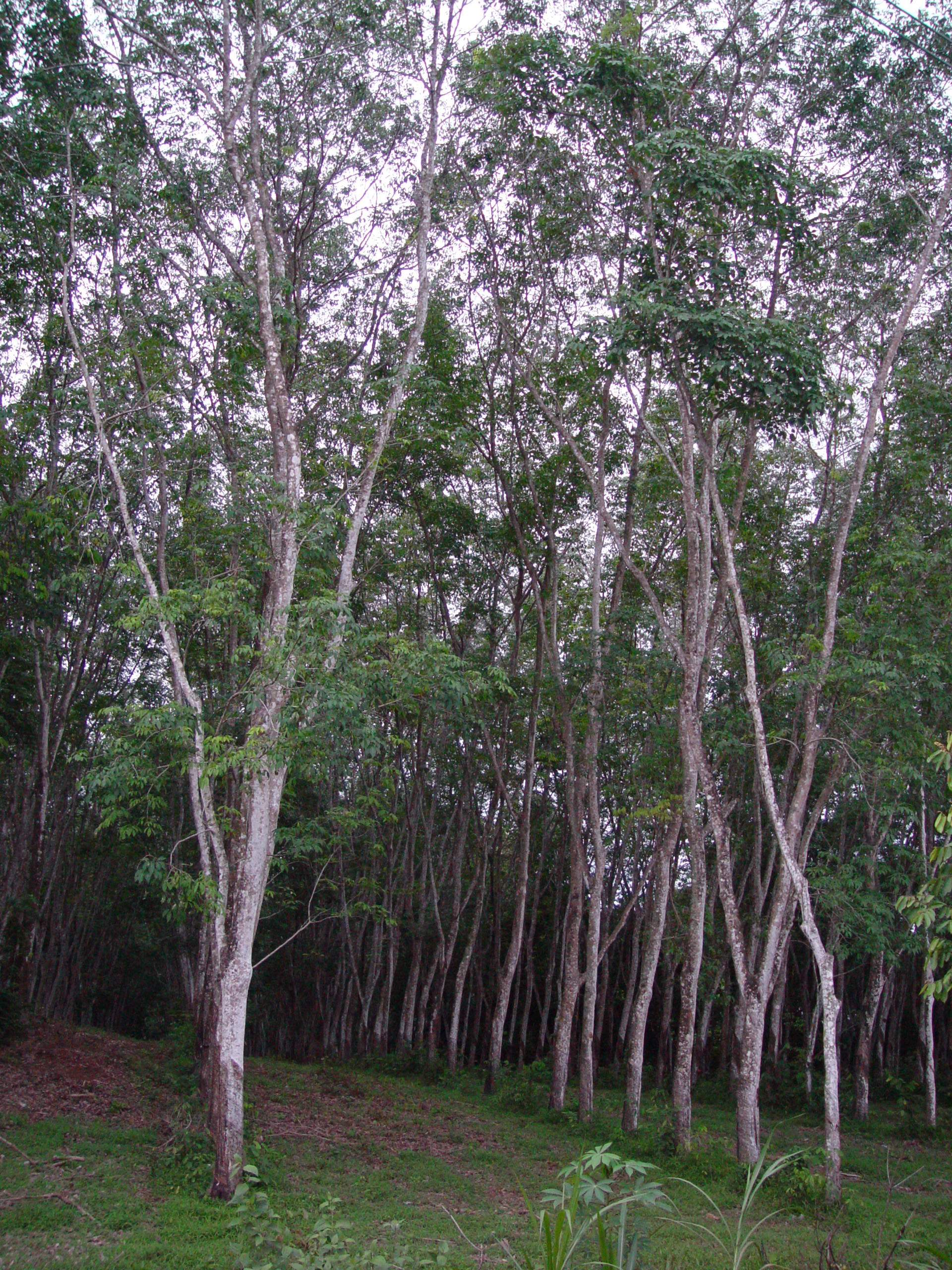
Plantație de arbori de cauciuc în Phuket, Thailand
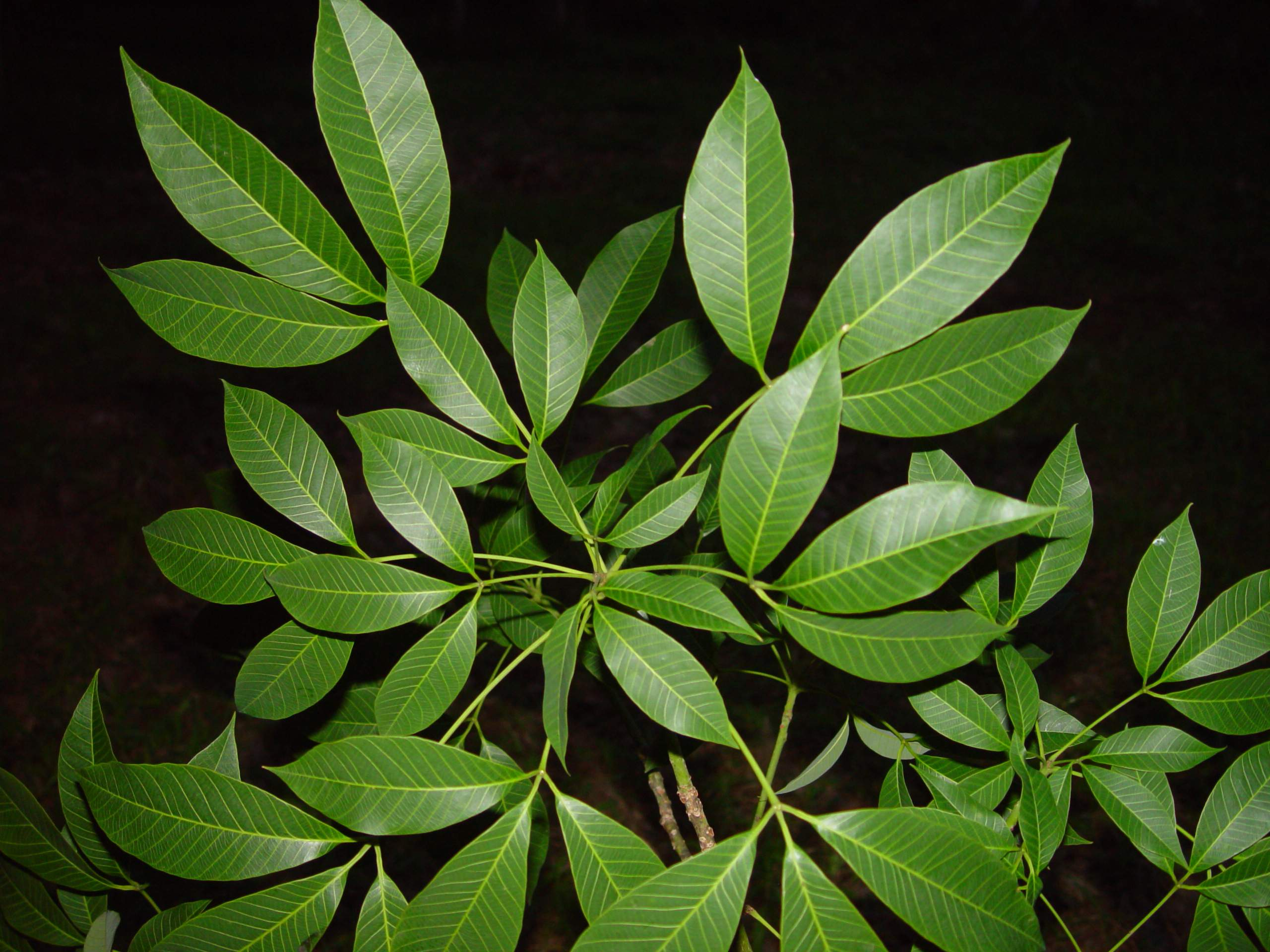
Frunzele unui arbore de Pará
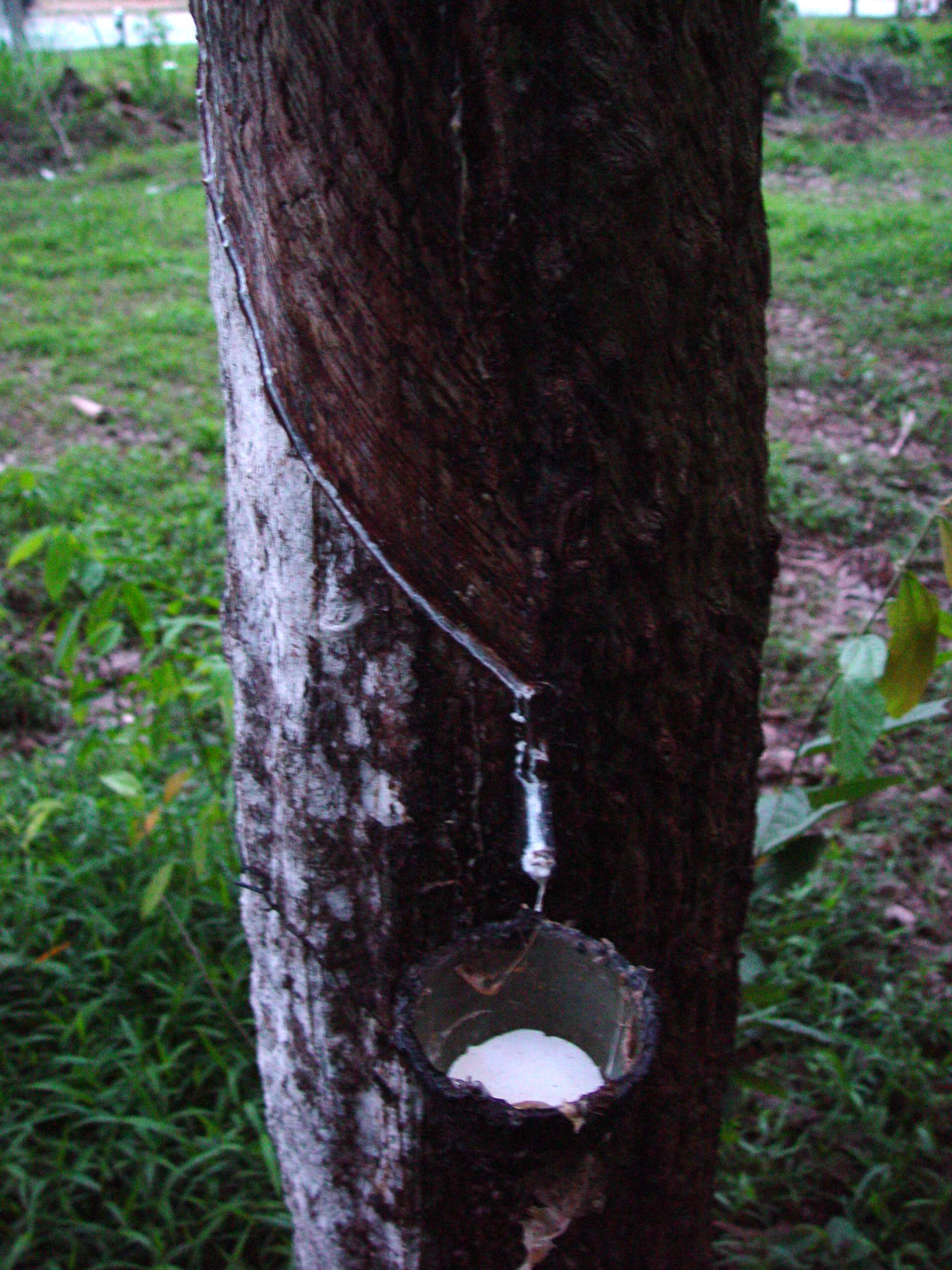
Latex fiind colectat de la un arbore de cauciuc rănit
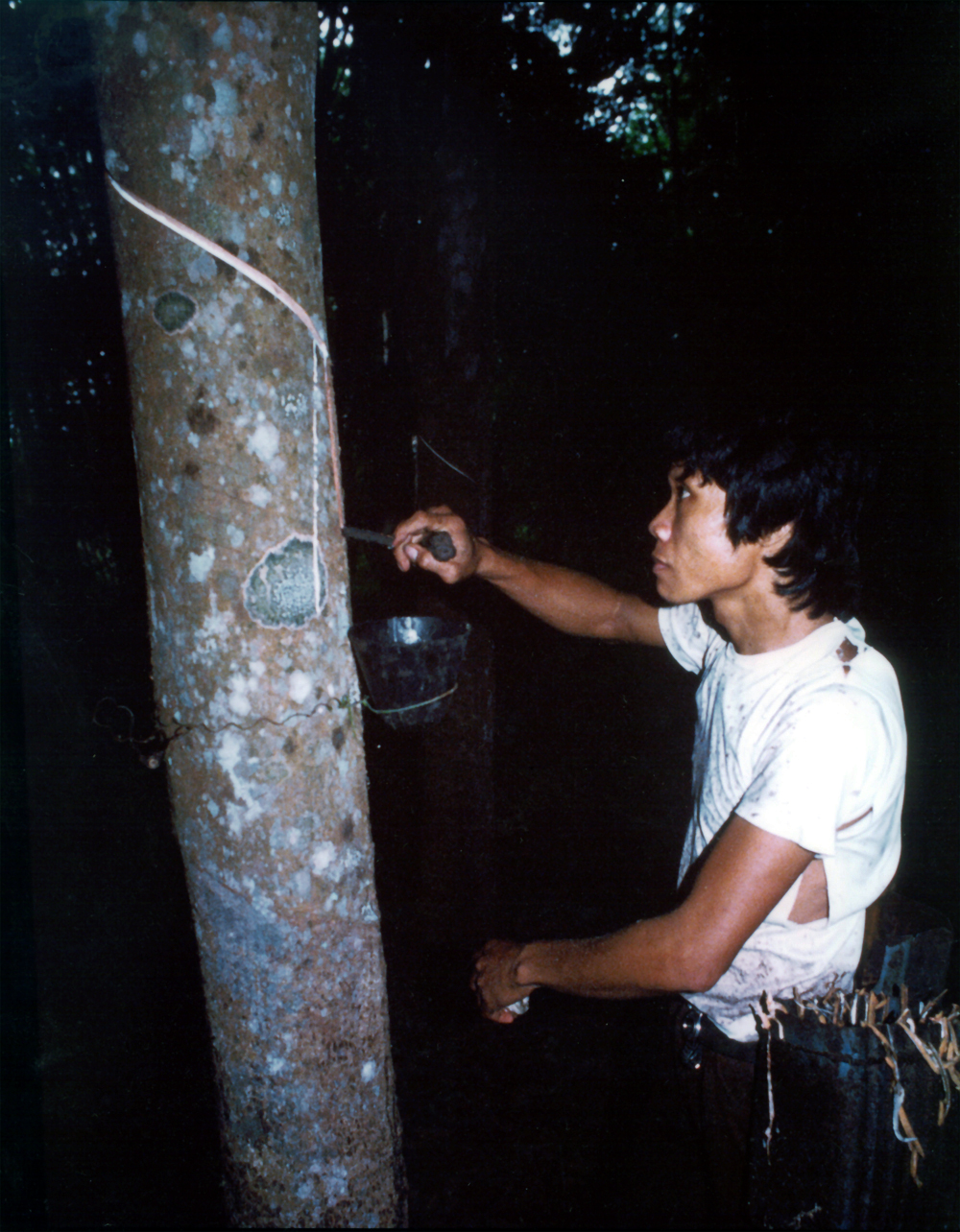
Mindanao, Filipine, lucrător pe plantație
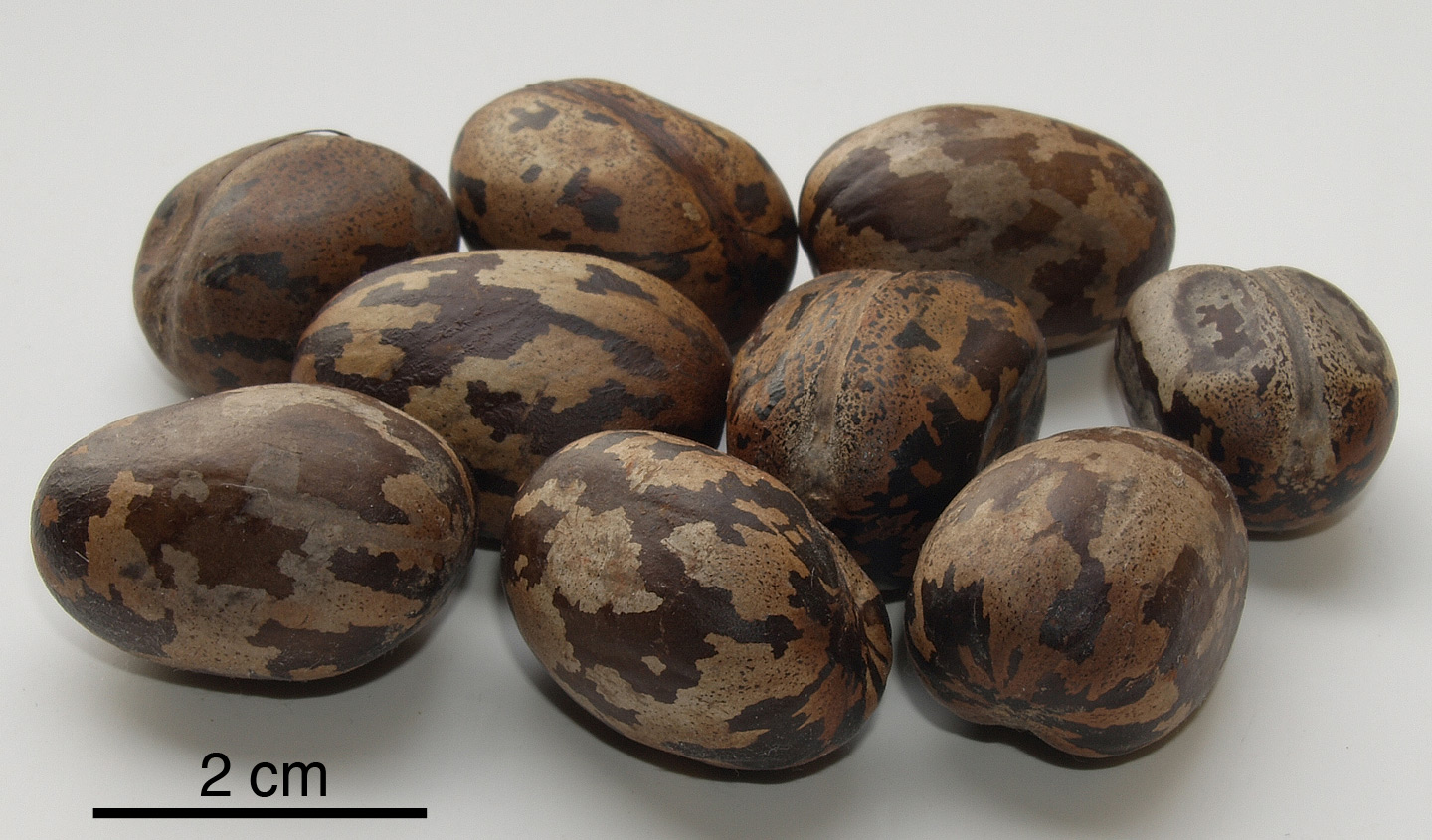
Semințele arborelui de cauciuc